# Erzbistum Rosario
Das Erzbistum Rosario (lateinisch Archidioecesis Rosariensis, spanisch Arquidiócesis de Rosario) ist eine in Argentinien gelegene römisch-katholische Erzdiözese mit Sitz in Rosario.

## Geschichte
Das Bistum Rosario wurde am 20. April 1934 durch Papst Pius XI. mit der Päpstlichen Bulle Nobilis Argentinae Nationis aus Gebietsabtretungen des Bistums Santa Fe errichtet. Es wurde dem Erzbistum Santa Fe als Suffraganbistum unterstellt. Am 12. August 1963 gab das Bistum Teile seines Territoriums zur Gründung des Bistums Venado Tuerto ab. Am selben Tag wurde das Bistum Rosario durch Papst Paul VI. zum Erzbistum erhoben.

## Bischöfe

### Bischöfe von Rosario
- Antonio Kardinal Caggiano, 1934–1959, dann Erzbischof von Buenos Aires
- Silvino Martínez, 1959–1961
- Guillermo Bolatti, 1961–1963

### Erzbischöfe von Rosario
- Guillermo Bolatti, 1963–1982
- Jorge Manuel López, 1983–1993
- Eduardo Vicente Mirás, 1993–2005
- José Luis Mollaghan, 2005–2014
- Eduardo Eliseo Martín, seit 2014